# Azerbeidzjaanse Communistische Partij (1920)
De Azerbeidzjaanse Communistische Partij (Azerbeidzjaans: Azərbaycan Kommunist Partiyası, Russisch: Коммунистическая партия Азербайджана) was de regerende politieke partij in Azerbeidzjaanse Socialistische Sovjetrepubliek en onderdeel van de Communistische Partij van de Sovjet-Unie. De partij werd opgericht op 20 februari 1920 toen de Hummat Partij, de Adalat Partij, de Ahrar Partij van Iran en de Baku Bolsjewieken zich verenigden in de Azerbeidzjaanse Communistische Partij. De opvolger van de partij is de Azerbeidzjaanse Communistische Partij uit 1993.

## Lijst van eerste secretarissen van de Azerbeidzjaanse Communistische Partij
| No. | Naam                      | Begin van de termijn | Einde van de termijn |
| --- | ------------------------- | -------------------- | -------------------- |
| 1   | Mirza Davud Huseynov      | 12 februari 1920     | 23 oktober 1920      |
| 2   | Grigory Kaminsky          | 23 oktober 1920      | juli 1921            |
| 3   | Sergey Kirov              | juli 1921            | januari 1926         |
| 4   | Levon Mirzoyan            | januari 1926         | augustus 1929        |
| 5   | Nikolay Gikalo            | augustus 1929        | juni 1930            |
| 6   | Vladimir Polonsky         | juni 1930            | november 1933        |
| 7   | Ruben Rubenov (Mkrtchyan) | 1 januari 1933       | 12 december 1933     |
| 8   | Mir Jafar Baghirov        | november 1933        | juli 1953            |
| 9   | Mir Teymur Yaqubov        | juli 1953            | februari 1954        |
| 10  | Imam Mustafayev           | 7 februari 1954      | 12 juni 1959         |
| 11  | Veli Akhundov             | 11 juli, 1959        | 14 juli 1969         |
| 12  | Heydar Aliyev             | 14 juli 1969         | 3 december 1982      |
| 13  | Kamran Baghirov           | 3 december 1982      | 21 mei 1988          |
| 14  | Abdulrahman Vezirov       | 21 mei 1988          | 20 januari 1990      |
| 15  | Ayaz Mütallibov           | 24 januari 1990      | 16 september 1991    |